# Ulisse Santicchi
Ulisse Santicchi (Trieste, 27 maggio 1939) è uno scenografo, costumista e regista teatrale italiano.

## Biografia
Inizia la sua formazione artistica a Firenze per trasferirsi poi a Monaco di Baviera. Ha collaborato con numerosi enti lirici italiani (tra cui il Teatro alla Scala, il Teatro Regio di Torino e il Gran Teatro La Fenice di Venezia) e all'estero (tra cui Lyric Opera of Chicago, Opera Nazionale di Washington e Teatro dell'Opera di Sydney). Dal 2001 al 2007 è stato regista, scenografo e costumista per la Korea National Opera.